# 891
| Calendário gregoriano                                                        | 891 DCCCXCI                                            |
| Ab urbe condita                                                              | 1644                                                   |
| Calendário arménio                                                           | 340 – 341                                              |
| Calendário bahá'í                                                            | -953 – -952                                            |
| Calendário budista                                                           | 1435                                                   |
| Calendário chinês                                                            | 3587 – 3588 Início a 14 de fevereiro (aproximadamente) |
| Calendário copta                                                             | 607 – 608                                              |
| Calendário etíope                                                            | 883 – 884                                              |
| Calendários hindus - Vikram Samvat - Calendário nacional indiano - Cáli Iuga | 946 – 947 812 – 813 3991 – 3992                        |
| Calendário Holoceno                                                          | 10891                                                  |
| Calendário islâmico                                                          | 277 – 278                                              |
| Calendário judaico                                                           | 4651 – 4652                                            |
| Calendário persa                                                             | 269 – 270                                              |
| Calendário rúnico                                                            | 1141                                                   |
| Calendário solar tailandês                                                   | 1434                                                   |

891 (DCCCXCI, na numeração romana) foi um ano comum do século IX do Calendário Juliano, da Era de Cristo, teve início a uma sexta-feira e terminou também a uma sexta-feira e a sua letra dominical foi C (52 semanas).
No território que viria a ser o reino de Portugal estava em vigor a Era de César que já contava 929 anos.
| Ano completo                       |
| ---------------------------------- |
| Ano comum com início à sexta-feira |

## Eventos
- 6 de Outubro - É eleito o papa chamado Papa Formoso

## Mortes
- 14 de Setembro - Papa Estêvão VI